# جوليان مكنمارا
جوليان مكنمارا (بالإنجليزية: Julianne McNamara)‏ هي لاعبة جمباز فني وممثلة أمريكية، ولدت في 11 أكتوبر 1965 في فلاشينغ ‏ في الولايات المتحدة.

## وصلات خارجية
- جوليان مكنمارا على موقع الاتحاد الدولي للجمباز (licence) (الإنجليزية)
- جوليان مكنمارا على موقع الاتحاد الدولي للجمباز (biography) (الإنجليزية)
- جوليان مكنمارا على موقع اللجنة الأولمبية الدولية (الإنجليزية)
- جوليان مكنمارا على موقع أوليمبيديا (الإنجليزية)
- جوليان مكنمارا على موقع IMDb (الإنجليزية)
- جوليان مكنمارا على موقع قاعدة بيانات الفيلم (الإنجليزية)